# Herzliya
Herzliya (en hébreu : הרצליה [heʀt͡sˈlija] ; en arabe : هرتسليا) est une ville israélienne, située dans le district de Tel-Aviv au nord de Tel-Aviv.

## Géographie

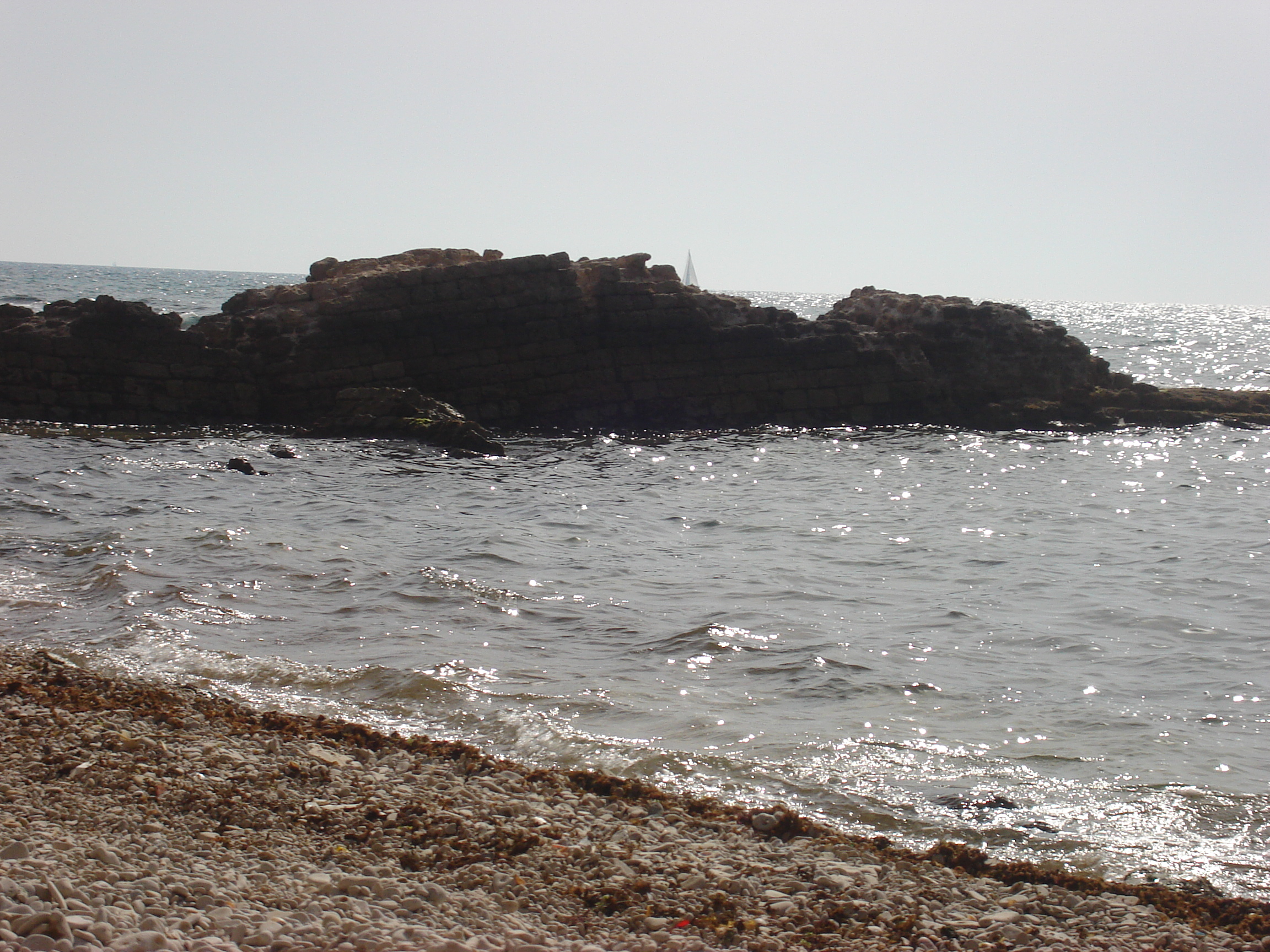
La plage Apolonia à Herzliya

Elle est l'une des plus importantes villes du Gush Dan, l'agglomération de Tel-Aviv. La partie occidentale de la ville est sur la côte méditerranéenne et possède un port de plaisance et un grand centre de Haute technologie, ce qui lui vaut parfois le surnom de « Silicon Valley » israélienne.
Il s'agit d'une ville huppée où résident les élites israéliennes et de nombreux diplomates étrangers.
La ville compte aussi de nombreux hôtels haut de gamme situés à Herzliya Pituach (quartier donnant sur la mer Méditerranée), destinés principalement aux touristes et aux hôtes d'affaires. Depuis quelques années, la ville est le lieu de nombreux investissements étrangers d'origine principalement française et américaine. Herzliya voit donc l'immobilier exploser face à la demande des ressortissants des deux pays.
Herzliya couvre une superficie d'environ 22 kilomètres carrés (8,5 milles carrés).

## Histoire
Fondée en 1924 par sept familles de pionniers juifs, cette ville a été baptisée en l'honneur de Théodore Herzl, fondateur du sionisme moderne. L'entrée de la ville est d'ailleurs marquée par un imposant portrait de Herzl.

## Démographie
En 2021, elle compte une population de 103 318 habitants.

## Éducation
Depuis 1994, la ville abrite le Centre interdisciplinaire d'Herzliya qui est une prestigieuse université privée, particulièrement réputée pour ses écoles de commerce, de droit, et de gouvernement, diplomatie et stratégie, dont l'Institut international pour la recherche sur le terrorisme. Cette dernière organise la conférence annuelle internationale d'Herzliya, à laquelle de nombreux universitaires du monde entier participent, afin d'y discuter des enjeux internationaux.

## Santé
Depuis 1983, la ville abrite un hôpital privé situé sur le front de mer, le centre médical de Herzliya .

## Personnalités
- Shmuel Tamir (1923-1987), homme politique et avocat, né à Herzliya
- Miri Mesika, chanteuse et actrice née à Herzliya en 1978.
- Ygal Amir, célèbre pour avoir été l’assassin d'Yitzhak Rabin, né à Herzilya en 1970.
- Efrat Gosh, chanteuse israélienne, est née à Herzliya en 1983.

## Jumelages
- Marl (Allemagne) depuis 1981
- Hollywood (États-Unis)
- San Bernardino (Californie) (États-Unis) depuis 1988
- Toulon (France) depuis 1989
- Alicante (Espagne) depuis 1989
- Funchal (Portugal) depuis 1991
- Dnipro (Ukraine) depuis 1992
- Columbus (États-Unis) depuis 1994
- Banská Bystrica (Slovaquie) depuis 1996
- Bursa (Turquie) depuis 1997
- District de San Isidro (Pérou) depuis 1997
- Yangzhou (Chine)
- Leipzig (Allemagne)